# Thomas Gradin

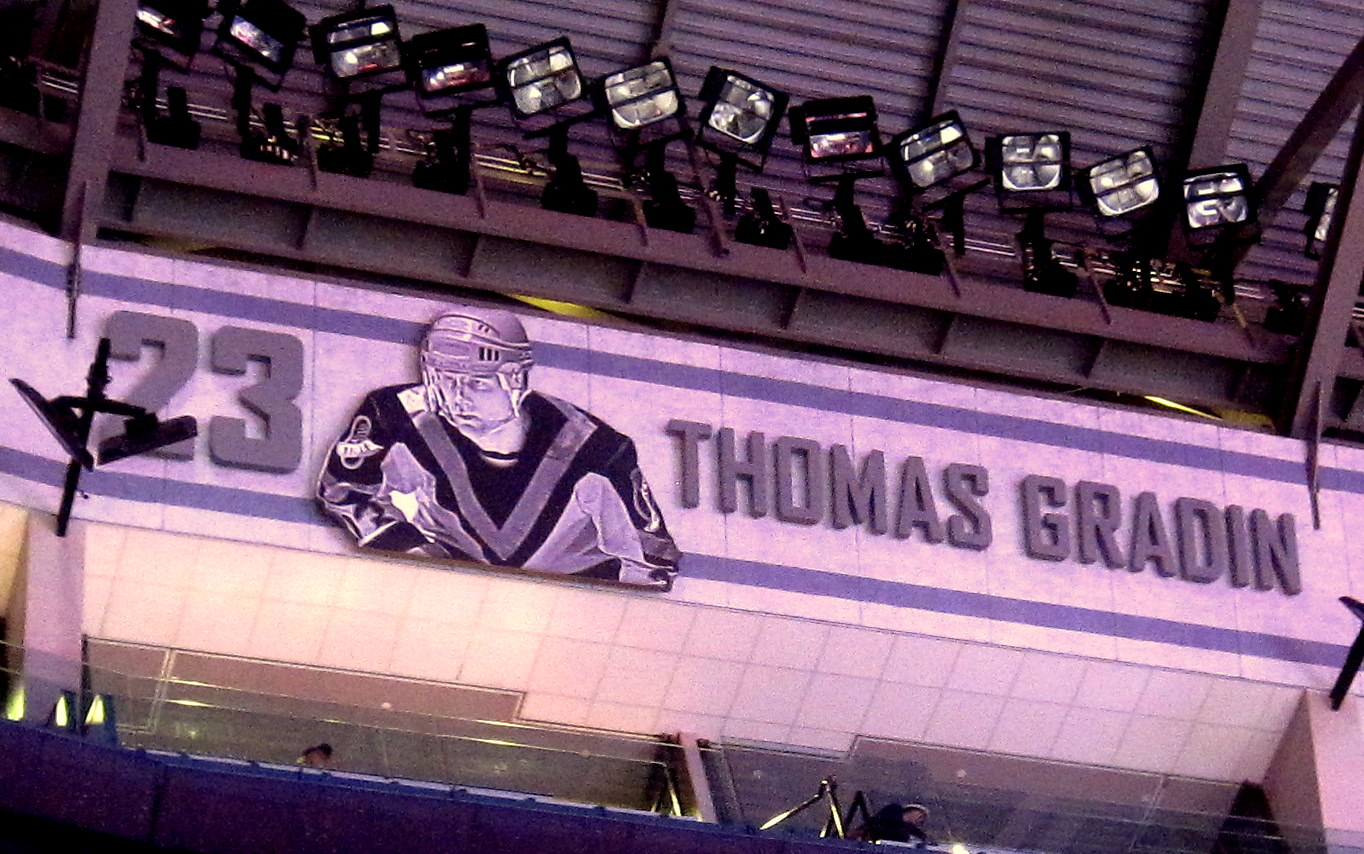
Thomas Gradin avbildad i Rogers Arena.

Thomas Kjell Gradin, född 18 februari 1956 i Långsele, Ångermanland, är en svensk före detta professionell ishockeyspelare.
Thomas Gradin växte upp i Långsele tillsammans med sin yngre bror Peter Gradin och debuterade i Långsele Hockeys A-lag som 13-åring. Han värvades till MoDo AIK som 15-åring där han debuterade i dåvarande Allsvenskan som 16-åring. Därefter värvades Gradin av AIK. Säsongen 1978 blev han värvad av Vancouver Canucks som han kom att spela för i åtta år. I en omröstning 1990 blev Thomas Gradin vald till Vancouver Canucks bäste forward någonsin. Han är även den 6e bäste poänggöraren genom klubbens historia. Sista året "over there" spelade han för Boston Bruins. 1987 kom han hem, och spelade sedan för AIK fram till 1990. 1997 gjorde han comeback i Elitserien och spelade för Västerås Hockey.
Gradin har spelat i tre internationella turneringar med Tre Kronor, där den enda medaljen, silver, kom i Canada Cup 1984.
Efter sin aktiva karriär har han jobbat som talangscout åt Vancouver Canucks. Därutöver är Gradin honorärkonsul vid det svenska konsulatet i Vancouver.

## Klubbar
- MODO Hockey, Division I, Elitserien, 1972–1976
- AIK Ishockey, Elitserien, 1976–1978, 1987–1990
- Vancouver Canucks, NHL, 1978–1986
- Boston Bruins, NHL, 1986–87
- VIK Hockey, Elitserien, 1996–97

## Meriter
- EM-brons – 1978
- Canada Cup-silver – 1984
- Junior-EM 1974 – Utnämnd till bästa forward
- Årets juniorspelare i Sverige 1974
- Junior-VM 1974 – All Star Team
- Viking Award – Bäste svenske ishockeyspelare i Nordamerika 1982
- Deltog i NHL All Star Game 1985
- Vancouver Canucks skytteligavinnare – 1981, 1982
- Vancouver Canucks skytteligavinnare i slutspelet – 1979, 1981, 1982, 1986
- Vancouver Canucks flest assistpoäng – 1978–79, 1980–81 – 1983–84
- Vinnare av Vancouver Canucks Molson Cup – 1982–83
- Vancouver Canucks mest värdefulla spelare, MVP – 1978–79
- Innehar Vancouver Canucks rekord för flest hattricks (delas med Markus Näslund)

## Statistik

### Klubbkarriär
| 1972–73    | MoDo AIK          | Div. I Norra       | 11  | 5   | 1   | 6   | 4   | —  | —  | —  | —  | —  |
|            |                   | Kvalserie          | 6   | 3   | 1   | 4   | 2   | —  | —  | —  | —  | —  |
|            |                   | Nedflyttningsserie | 8   | 6   | 4   | 10  | 2   | —  | —  | —  | —  | —  |
| 1973–74    | MoDo AIK          | Div. 1 Norra       | 14  | 4   | 4   | 8   | 2   | —  | —  | —  | —  | —  |
|            |                   | Kvalserie          | 13  | 5   | 8   | 13  | 2   | —  | —  | —  | —  | —  |
| 1974–75    | MoDo AIK          | Div. 1             | 29  | 16  | 15  | 31  | 16  | —  | —  | —  | —  | —  |
| 1975–76    | MoDo AIK          | Elitserien         | 35  | 16  | 23  | 39  | 23  | —  | —  | —  | —  | —  |
| 1976–77    | AIK               | Elitserien         | 34  | 16  | 12  | 28  | 14  | —  | —  | —  | —  | —  |
| 1977–78    | AIK               | Elitserien         | 36  | 22  | 22  | 44  | 24  | 6  | 0  | 5  | 5  | 14 |
| 1978–79    | Vancouver Canucks | NHL                | 76  | 20  | 31  | 51  | 22  | 3  | 4  | 1  | 5  | 4  |
| 1979–80    | Vancouver Canucks | NHL                | 80  | 30  | 45  | 75  | 22  | 4  | 0  | 2  | 2  | 0  |
| 1980–81    | Vancouver Canucks | NHL                | 79  | 21  | 48  | 69  | 34  | 3  | 1  | 3  | 4  | 0  |
| 1981–82    | Vancouver Canucks | NHL                | 76  | 37  | 49  | 86  | 32  | 17 | 9  | 10 | 19 | 10 |
| 1982–83    | Vancouver Canucks | NHL                | 80  | 32  | 54  | 86  | 61  | 4  | 1  | 3  | 4  | 2  |
| 1983–84    | Vancouver Canucks | NHL                | 75  | 21  | 57  | 78  | 32  | 4  | 0  | 1  | 1  | 2  |
| 1984–85    | Vancouver Canucks | NHL                | 76  | 22  | 42  | 64  | 43  | —  | —  | —  | —  | —  |
| 1985–86    | Vancouver Canucks | NHL                | 71  | 14  | 27  | 41  | 34  | 3  | 2  | 1  | 3  | 2  |
| 1986–87    | Boston Bruins     | NHL                | 64  | 12  | 31  | 43  | 18  | 4  | 0  | 4  | 4  | 0  |
| 1987–88    | AIK               | Elitserien         | 38  | 15  | 18  | 33  | 14  | 5  | 1  | 1  | 2  | 2  |
| 1988–89    | AIK               | Elitserien         | 33  | 11  | 21  | 32  | 40  | 2  | 0  | 1  | 1  | 2  |
| 1989–90    | AIK               | Elitserien         | 35  | 14  | 15  | 29  | 14  | 3  | 2  | 0  | 2  | 2  |
| 1996–97    | Västerås IK       | Elitserien         | 2   | 0   | 1   | 1   | 0   | —  | —  | —  | —  | —  |
|            |                   | Kvalserie          | 10  | 1   | 2   | 3   | 2   | —  | —  | —  | —  | —  |
| NHL totalt | NHL totalt        | NHL totalt         | 677 | 209 | 384 | 593 | 298 | 42 | 17 | 25 | 42 | 20 |

### Internationellt
| År            | Lag           | Turnering     |    | Matcher | Mål | Assist | Poäng | Utv |
| ------------- | ------------- | ------------- | -- | ------- | --- | ------ | ----- | --- |
| 1973          | Sverige       | JEM           | 5  | 2       | 1   | 3      | 2     |     |
| 1974          | Sverige       | JVM           | 5  | 3       | 3   | 6      | 2     |     |
| 1974          | Sverige       | JEM           | 5  | 5       | 5   | 10     | 2     |     |
| 1975          | Sverige       | JEM           | 5  | 4       | 4   | 8      | 0     |     |
| 1976          | Sverige       | JVM           | 4  | 3       | 1   | 4      | 2     |     |
| 1978          | Sverige       | VM            | 9  | 2       | 1   | 3      | 0     |     |
| 1981          | Sverige       | CC            | 5  | 1       | 2   | 3      | 4     |     |
| 1984          | Sverige       | CC            | 8  | 2       | 2   | 4      | 6     |     |
| Junior totalt | Junior totalt | Junior totalt | 24 | 17      | 14  | 31     | 8     |     |
| Senior totalt | Senior totalt | Senior totalt | 22 | 5       | 5   | 10     | 10    |     |

Statistik från Hockey-Reference.com 

Spelschema för Division I och kvalificeringsserierna för säsongerna 1972/73 och 1973/74 från Hockeyarchives.info